# Gli anni più belli
Os anos mais lindos (em italiano, Gli anni più belli) é um filme italiano de 2020, de gênero dramático, dirigido pelo cineasta Gabriele Muccino.
As filmagens, que no começo deveria ser intitulado I migliori anni (Os melhores anos), começaram em 3 de junho de 2019 e continuaram pelas nove semanas seguintes, ocorrendo entre Cinecittà, Roma, Nápoles e Ronciglione.
Uma das canções da trilha sonora è Gli anni più belli, de Claudio Baglioni, que deu o título ao filme.

## Sinopse
Giulio, Gemma, Paolo e Riccardo são amigos fraternos desde a adolescência. Ao longo de 40 anos, suas aspirações, sucessos e fracassos são contados, também com as mudanças da Itália e dos italianos. A história começa em 1982 até os dias atuais.